# Lutomyia
Lutomyia is een geslacht van insecten uit de familie van de afvalvliegen (Heleomyzidae), die tot de orde tweevleugeligen (Diptera) behoort.

## Soorten
- L. aldrichi Sabrosky, 1949
- L. distincta Garrett, 1924
- L. hemiptera (Curran, 1929)
- L. spurca Aldrich, 1922